# Jean François Baret
Jean François Baret (né le 26 octobre 1756 dans la paroisse Saint-Martin de Boulogne-sur-Mer, mort le 11 janvier 1800 à Valenciennes) est un homme politique français sous la Révolution.

## Biographie
Il naît à Boulogne-sur-Mer en 1756. Il est le fils de Jean-François Baret, marchand et de Catherine Charlotte Fortin. Il fait ses études au Collège de l'Oratoire. En 1777, à vingt-et-un ans, il est reçu Maître ès Arts à l'université de Paris.
Il fait ses premières armes en publiant des pièces en vers à la louange de l'archevêque de Malines, et un écrit sur les francs-maçons. Il vient ensuite au journalisme, et fonde au service de l'empereur Joseph II le Courrier de l'Escault qui rencontre un réel succès. Il y défend notamment les prétentions de Joseph II lorsque ce monarque commence la guerre pour rendre l'Escaut libre. 
Il se marie à Marie-Isabelle Neyts, fille de Jacques-Toussaint-Dominique Cary dit Neyts, dramaturge et librettiste flamand qu'il a rencontré à Malines. 
Il collabore aux Ephémérides de l'humanité et aux Annales de la Monarchie. Ses opinions flottent encore entre république et monarchie. 
En novembre 1792, à l'entrée de Dumouriez en Belgique, il entre au club des Jacobins, dont il devient président, puis secrétaire.
À la suite de la défaite de Neerwinden le 17 mars 1793, et de l'évacuation de Bruxelles par l'armée française le 24 mars, il quitte Bruxelles, et rentre à Boulogne.
Il devient membre du Directoire de Boulogne. Il est notamment chargé d'organiser la fête de la Patrie le 10 novembre 1793. Il est encore membre de ce directoire fin avril 1794. 
Lorsque l'armée française revient à Bruxelles en juin 1794, il revient, avec celle-ci, après neuf mois d'exil volontaire. Il devient membre du comité de sûreté générale à Bruxelles, accusateur public au tribunal révolutionnaire d'Anvers, puis commissaire du Directoire exécutif dans le département de la Lys.
Le 12 avril 1798 (23 germinal an VI), il est élu député du département de la Lys au Conseil des Anciens.
Au cours de son mandat, il y débat pour la célébration des fêtes décadaires, pour le décret prohibitif des marchandises anglaises, pour l'annulation de l'élection d'Antonelle et de ses collègues des Bouches-du-Rhône.
Il est nommé secrétaire de cette assemblée au commencement de l'an VII (1798).
Aussitôt après le 18 brumaire qui entraîne la dissolution du conseil des anciens le 10 novembre 1799, le gouvernement consulaire l'envoie dans les départements du Nord pour épurer les administrations. Pendant cette absence, il est nommé membre du Tribunat à sa création le 25 décembre 1799 (4 nivôse an VIII). 
Il écrit au président du Tribunat qu'il accepte le poste, mais qu'il est retenu à Maubeuge par une maladie très grave. Souhaitant revenir quand même à Paris, il meurt en chemin à Valenciennes le 11 janvier 1800 (21 nivôse an VIII), 17 jours après sa nomination, à 44 ans.

## Sources
- « Jean François Baret », dans Adolphe Robert et Gaston Cougny, Dictionnaire des parlementaires français, Edgar Bourloton, 1889-1891 [détail de l’édition]
- Pierre Louis Pascal de Jullian, Philippe Lesbroussart et Gerrit van Lennep, Galerie historique des contemporains ou nouvelle biographie, Mons, chez Le Roux, Libraire, 1827 (lire en ligne)
- Jean Sgard, « Jean François BARET (1756-1800) », Dictionnaire des journalistes, sur Dictionnaire des journalistes (1600-1789), Voltaire Foundation/Institut des Sciences de l’Homme (consulté le 8 janvier 2017)